# Nogent-sur-Oise

Nogent-sur-Oise este o comună în departamentul Oise, Franța. În 1 ianuarie 2022 avea o populație de 21.859 de locuitori.